# Francières (Somme)
Francières (picardisch: Franciére) ist eine nordfranzösische Gemeinde mit 172 Einwohnern (Stand 1. Januar 2022) im Département Somme in der Region Hauts-de-France. Die Gemeinde liegt im Arrondissement Abbeville und ist Teil der Communauté de communes Ponthieu-Marquenterre und des Kantons Rue.

## Geographie
Die Gemeinde liegt rund 7,5 km südlich von Saint-Riquier und 4,5 km westlich von Ailly-le-Haut-Clocher und wird im Norden von der früheren Route nationale 35 begrenzt. Die Autoroute A 16 verläuft durch das nördliche Gemeindegebiet. Das Gemeindegebiet liegt im Regionalen Naturpark Baie de Somme Picardie Maritime.

## Einwohner
| 1962 | 1968 | 1975 | 1982 | 1990 | 1999 | 2006 | 2011 |
| ---- | ---- | ---- | ---- | ---- | ---- | ---- | ---- |
| 154  | 129  | 140  | 142  | 129  | 127  | 174  | 198  |

## Sehenswürdigkeiten

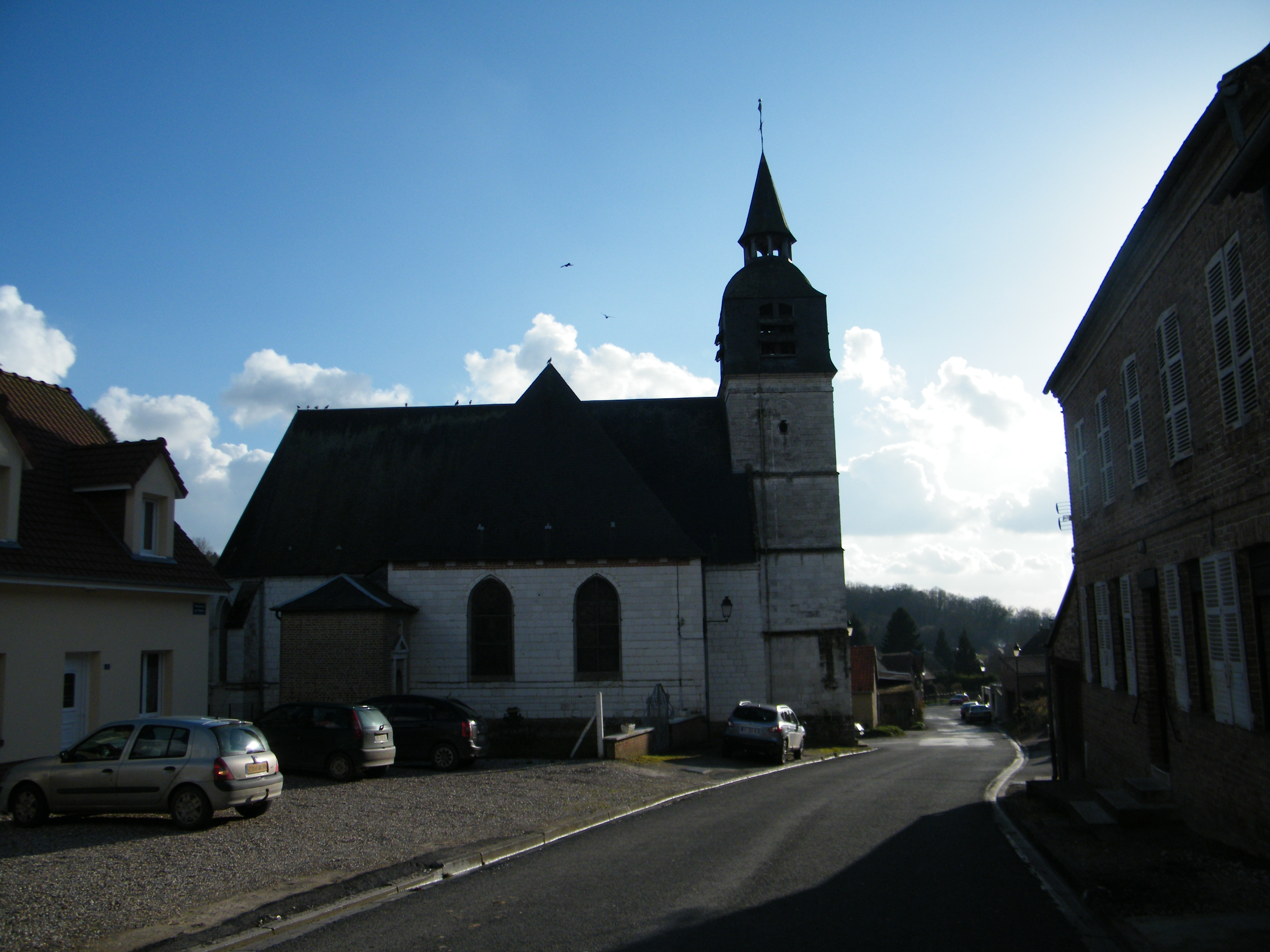
Kirche Saint-Martin

- Kirche Saint-Martin[1]
- Schloss[2]
- Burghügel (motte castrale)